# ヤナギタンポポ属
ヤナギタンポポ属（やなぎたんぽぽぞく、Hieracium）はキク科の属の1つ。ミヤマコウゾリナ属とも呼ばれる。

## 特徴
多年草。根出葉が発達した種もあれば、茎葉が発達したものもある。総苞は黒い毛が生えていることが多い。Hieracium piluliferum では同じ葉上でも糸状、棍棒状、星状毛と数種の形からなる毛を持つことが知られている。
頭花の色は黄色、まれに橙黄色、赤色があり、長い花柄の先に単生する種もあれば、散房状または円錐状に多数つくものもある。
世界におよそ800種があり、特にヨーロッパに多く、アジア、アメリカ、アフリカにも分布する。「タンポポ」と名がついているが形態はタンポポ属とは違いが多い。

## 日本のヤナギタンポポ属
- ミヤマコウゾリナ Hieracium japonicum Franch. et Sav.
- ヤナギタンポポ Hieracium umbellatum L.

この他コウリンタンポポ、ウズラバタンポポ等が帰化植物として生息している。

## ギャラリー
- ミヤマコウゾリナ
- ヤナギタンポポ